# Johannes Sprenger
Johannes Sprenger est né le 3 décembre 1905 à Greifenhagen en Poméranie et mort le 10 mai 1974 à Berlin-Est. Retraité est-allemand, atteint d'un cancer du poumon, il est la seule personne connue pour s'être suicidée en étant délibérément abattue par les gardes frontaliers au Mur de Berlin.
Ouvrier qualifié de l'industrie du bâtiment, il est membre du Parti communiste avant la Seconde Guerre mondiale, et rejoint le Parti socialiste unifié (le parti communiste est-allemand) après la Guerre. Retraité en 1970, il continue à travailler volontairement sur une ferme coopérative à Weitendorf, et reste actif dans la vie politique de sa communauté. Il est élu membre du conseil municipal en 1970 et se présente à nouveau aux élections locales prévues pour le 19 mai 1974.
En avril 1974, il est hospitalisé pour son cancer dans une clinique à Berlin-Est. Conscient de la gravité de son état, il retourne visiter son épouse à Weitendorf le 7 mai, et lui affirme qu'il ne reviendra pas vivant. Il retourne à Berlin. Le soir du 9 mai il quitte la clinique. Vers 0h40, il escalade la bordure intérieure du Mur de Berlin dans le quartier d'Altglienicke, et s'avance vers les gardes, dans la lumière des projecteurs. Il ignore leur avertissement et est abattu lorsqu'il continue d'avancer.
Des agents de la Stasi, se faisant passer pour des policiers ordinaires, prétendent à son épouse et à son fils qu'il a simplement 'disparu' de la clinique le 19 mai et qu'ils le recherchent. Ce même jour, il est officiellement réélu membre du conseil municipal de Weitendorf. Quelques jours plus tard, la famille est informée que Johannes Sprenger s'est suicidé dans les bois près de la clinique. Avec l'accord de sa famille, le corps est incinéré et ses cendres sont inhumées à Weitendorf. L'enquête secrète menée par la Stasi, révélée après la disparition de la RDA, conclut que Sprenger a utilisé le Mur pour une forme inédite de suicide. Sa famille avait mentionné à la police qu'il avait déjà parlé de se suicider et il ne tentait manifestement pas de passer à l'ouest via le Mur : en tant que retraité, il avait le droit de voyager librement vers l'Ouest, ce qu'il avait déjà fait à deux reprises. Après la chute de la RDA, le tribunal de l'État de Berlin ouvre à son tour une enquête et parvient à la même conclusion : Sprenger, se sachant mourant de son cancer, cherchait vraisemblablement à « mettre fin à ses jours à travers l'usage prévisible de leurs armes à feu par les soldats frontaliers ». Néanmoins, le garde qui l'a abattu et son supérieur qui lui a ordonné de tirer sont condamnés en 2000 à neuf mois de prison pour homicide, puisqu'ils auraient aisément pu intercepter un homme malade, de 68 ans, sans le tuer. Leur peine est immédiatement commuée en liberté surveillée.